# Шлюха 2
«Шлюха 2» (англ. Whore 2) — американский документально-художественный фильм о проституции.
Продюсер и режиссёр — Амос Коллек.
Фильм не связан сюжетной линией с фильмом Кена Расселла «Шлюха».

## Сюжет
Американский пожилой писатель получил задание от редакции написать книгу о жизни проституток.
Прибыв в крупнейший город страны Нью-Йорк он начинает опрашивать путан о их жизни.
Каждая «ночная бабочка» рассказывает свою историю появления на панели.
Во всех историях наблюдается либо разочарование в жизни, либо несчастья и трагедии.

## В ролях
- Нэнси МакФерсон — в роли себя
- Пэт Келли — в роли себя
- Сильвия Хилл — в роли себя
- Мэри Нельсон — Мэри Лоу
- Стейси Гудвин — в роли себя
- Абелардо Коймбре — в роли себя
- Гилберт Гилс — Верон
- Марла Сукареца — Лори
- Кэти Уайт — в роли себя
- Амос Коллек — Джек
- Джессика Сэгер — Сюзан
- Алисия Миллер — Тино
- Эрин МакМёртри — Лиза
- Роберт Кербек — Боб
- Фил Паролизи — Тони